# Judaísmo jasídico
El jasidismo o hasidismo,  y también conocido como judaísmo jasídico (en hebreo asquenazí: חסידות jăsīdus; originalmente, «piedad»), es un movimiento religioso dentro del judaísmo que surgió como un movimiento de renacimiento espiritual en el territorio de la Ucrania occidental contemporánea, para entonces Polonia, durante el siglo XVIII, y se extendió rápidamente por Europa oriental. En la actualidad, la mayoría de miembros del movimiento, conocidos como jasidim (jasidíes), residen en Israel y Estados Unidos.
Se considera que su fundador fue un místico llamado Israel ben Eliezer (y conocido como el Baal Shem Tov, abreviado «Besht») (c.1700-1760), un rabino  quien enseñó que la adoración a Dios debe ser gozosa.Sus discípulos diseminaron sus ideas. El jasidismo actual es un subgrupo dentro del judaísmo jaredí (o ultraortodoxo) y destaca por su conservadurismo religioso y su reclusión social. Sus miembros siguen estrechamente tanto la práctica judía ortodoxa—con sus propios énfasis particulares al movimiento—como las tradiciones de judíos de Europa oriental. Muchas de estas últimas, entre ellas varios estilos especiales de vestir y el uso de la lengua yidis, se asocian hoy en día casi exclusivamente con el jasidismo. 
El pensamiento jasídico se inspira en gran medida en la Cábala luriana y, en cierta medida, constituye una popularización de ésta. Sus enseñanzas hacen hincapié en la inmanencia de Dios en el universo, la necesidad de unirse y ser uno con Él en todo momento, el aspecto devocional de la práctica religiosa y la dimensión espiritual de la corporeidad y los actos mundanos. Se diferencia de otras formas de práctica judía en que se organiza en grupos llamados «cortes» o dinastías jasídicas, gobernadas por rabinos cuyo liderazgo corre en familias. El rabino gobernante de cada grupo es considerado un «tzadik» («justo»), que es visto como un intermediario entre los humanos y Dios (contrariamente a la perspectiva judía común, donde los individuos tienen una relación directa con Dios sin intermediarios). Este líder rabínico hereditario es llamado rebe o admor.La reverencia y la sumisión al Rebe son principios clave, ya que se le considera una autoridad espiritual con la que el seguidor debe vincularse para acercarse a Dios. Las distintas «cortes» o dinastías comparten convicciones básicas, pero funcionan por separado y poseen rasgos y costumbres únicos. La afiliación suele mantenerse en las familias durante generaciones, y ser jasidista es tanto un factor sociológico—implicando haber nacido en una comunidad específica y la lealtad a una dinastía de Rebes—como religioso. Hay varias dinastías con muchos miles de hogares miembros cada una, y cientos de otras más pequeñas. Para 2016, había más de 130.000 hogares jasídicos en todo el mundo, alrededor del 5% de la población judía mundial.

## Etimología y definición
La palabra jasid («piadoso») es hebrea y deriva de la raíz חסד («bondad» o «piedad»), que produce la palabra jasidut: חסידות, que significa «práctica de la piedad y la bondad».
El jasidismo o hasidismo es un movimiento religioso ortodoxo y místico dentro del judaísmo y es parte del sector conocido como jaredí. Este tipo de judaísmo se divide en varios grupos dirigidos por un rabino, al que se denomina rebe («maestro»), o en Israel admor (una abreviación por «nuestro Señor, nuestro maestro, nuestro rabino» en hebreo).
Las principales características del jasidismo incluye la influencia de la Cábala y la vida en comunidades insulares y tradicionales, observando estrictamente su interpretación de la Halajá (aplicación de los preceptos de la Torá), así como el seguimiento de los dictámenes y recomendaciones del rebe en todas las áreas de la vida.

## Historia
El movimiento comenzó en la Europa oriental, específicamente en Bielorrusia y Ucrania, en el siglo XVIII. Fue fundado por Israel ben Eliezer, conocido como el Baal Shemtov (1698-1760), (en hebreo, literalmente: "Poseedor de un buen nombre"). 
El movimiento jasídico surgió a principios del siglo XVIII como reacción a la violencia física externa y los disturbios espirituales internos que afligieron a los judíos de Europa del Este en generaciones anteriores, especialmente el masacres de judíos por parte de las fuerzas de Bogdán Jmelnitski en 1648 y el colapso del mesías autoproclamado Sabbatai Zevi en 1666.
El Baal Shem Tov produjo una revolución espiritual. Ésta ganó —al principio— a la mayor parte de sus adeptos entre los judíos más pobres, porque se oponía a una rígida práctica formal de la religión judía, y porque la comunidad estaba dirigida por los judíos más adinerados. 
Esto produjo una fuerte oposición por parte de varios líderes judíos contemporáneos (mitnagdim = "opositores"). El más destacado fue el Gaón de Vilna, en Lituania, que condenó y excomulgó en masa a los judíos jasídicos. Más tarde —con el advenimiento de la Haskalá (nombre que se dio en el judaísmo al Iluminismo o Ilustración)—, ambas corrientes antagónicas se unieron ante el enemigo común.
A principios del siglo XX, el jasidismo llega a ser la más popular e importante rama de la ortodoxia judía, con varios millones de seguidores y decenas de grupos diferentes. Los principales centros jasídicos se encontraban en el Imperio ruso (Polonia y Ucrania) y Hungría.
Algunos judíos jasídicos emigraron a la Tierra Santa formando grupos como Toldos Aharon, centrados en Jerusalén, y que llegarían a desempeñar un papel central dentro del judaísmo jaredí antisionista, incluyendo la Edah Haredit.
En la Shoáh (comúnmente conocida como Holocausto), la corriente jasídica sufrió muchísimo y casi desapareció. Algunos rabinos que sobrevivieron a la II Guerra Mundial, emigraron a Israel, Canadá, los Estados Unidos, América Latina y la Europa Occidental, e iniciaron de nuevo sus comunidades. 

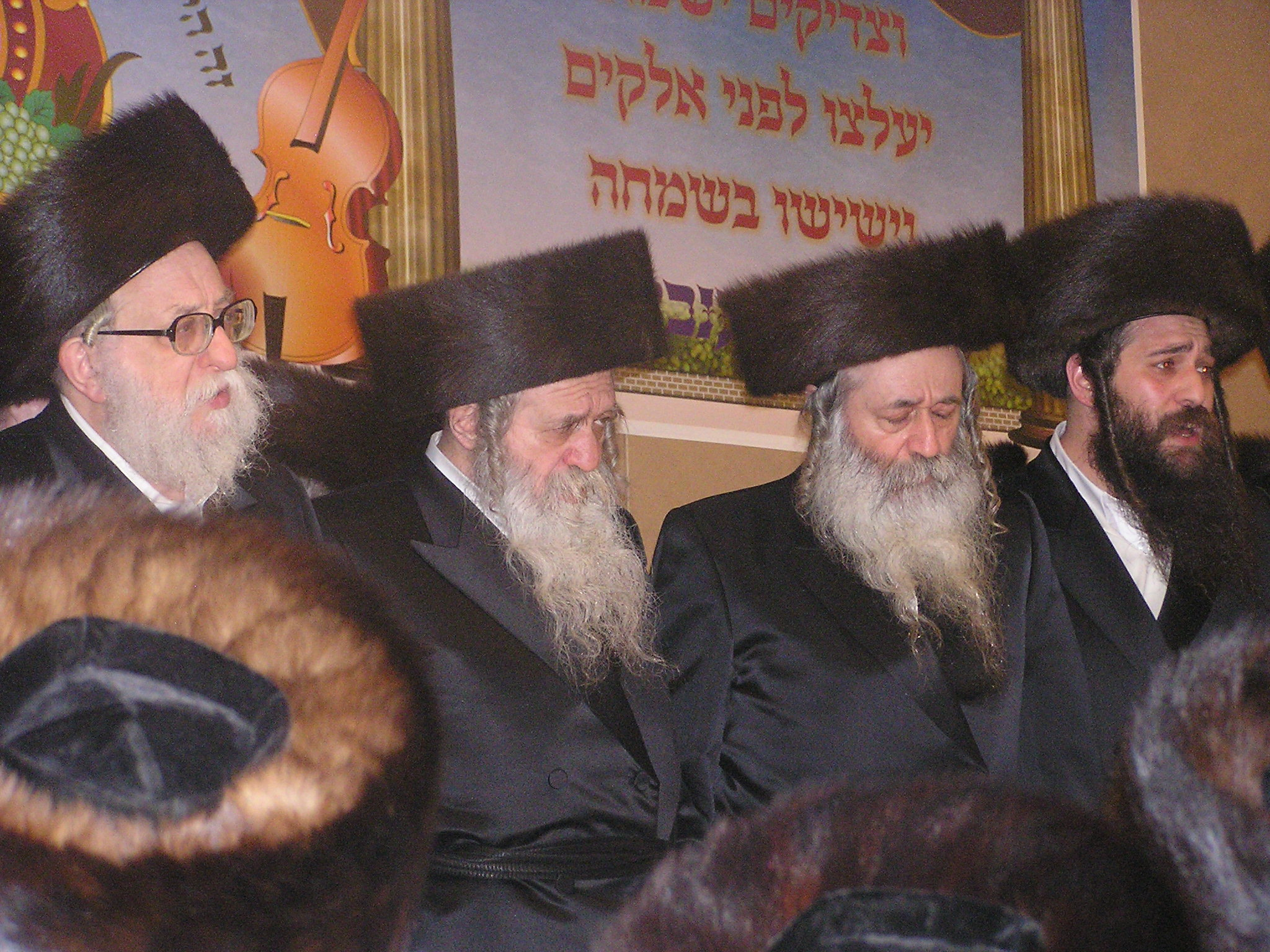
Rabinos dirigentes del grupo jasídico de «Chernóbil» portando el sombrero Shtreimel.

## Literatura
La literatura jasídica incluye libros sobre la Cábala como Likutei Amarim Tania de Schneur Zalman de Liadí y Likutey Moharan de Najman de Breslev, y comentarios a la Toráh (Pentateuco) como Noam Elimelej de Elimelech de Lizensk, Kedushat Levi de Levi Yitzchok de Berdichev y Ohev Israel de Abraham Yehoshua Heshel. Gran parte de cuentos jasídicos fueron recopilados por Martin Buber.

## Vestimenta

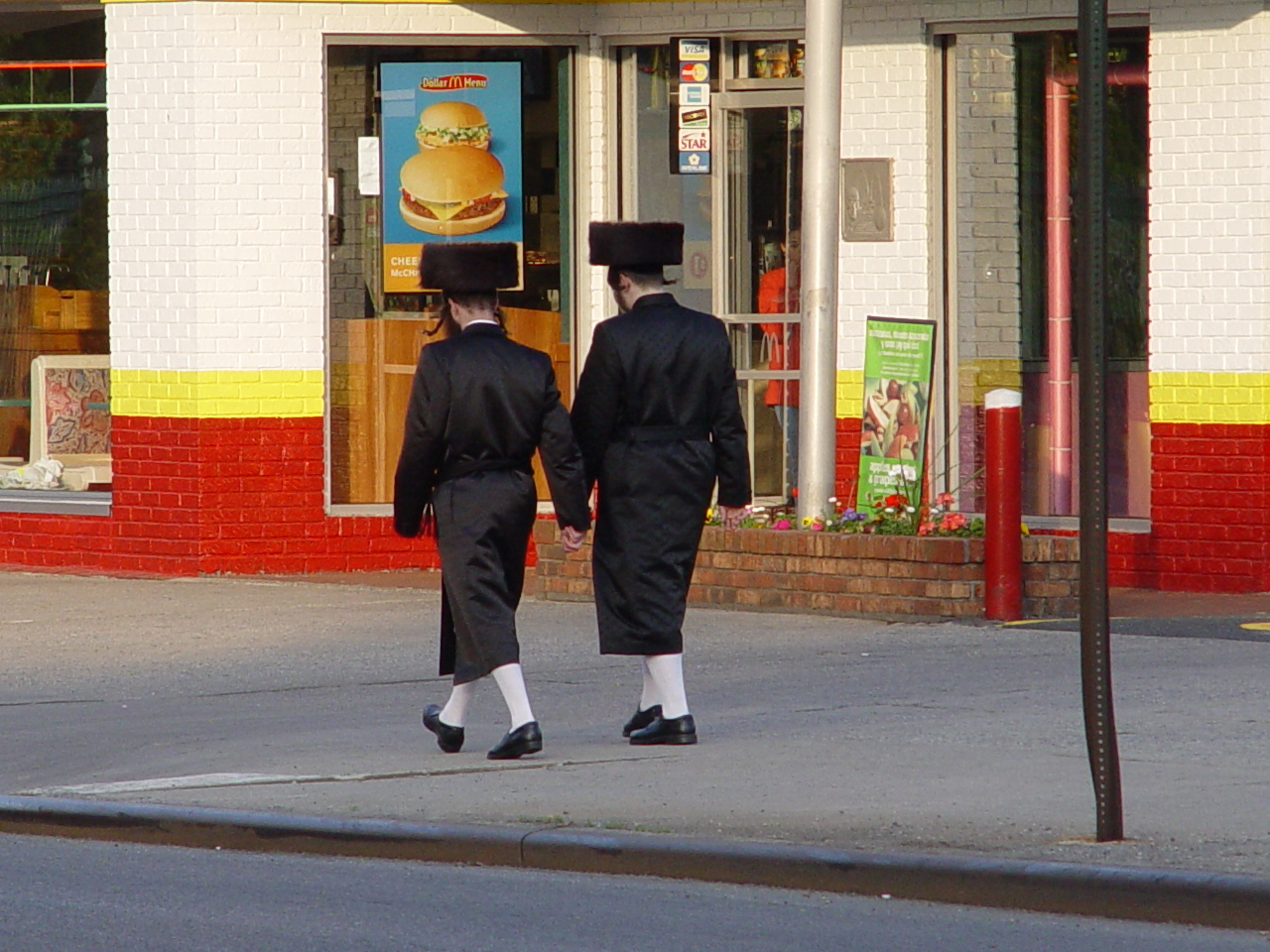
Hombres jasídicos vestidos con shtreimels y otra ropa típica jasídica

Una de las características más conocidas de los diferentes grupos jasídicos es la forma particular de vestir de sus miembros varones.  Durante los días de entre semana, se suelen usar trajes largos de colores negro—muy oscuro—o azul marino y sombreros de un negro claro o desteñido. Algunas personas llevan un sombrero conocido como biber hit, plano por arriba y forrado de terciopelo. Durante los servicios religiosos portan una cinta negra de seda llamada gartel. En Shabat («sábado») se usan trajes negros de seda llamados bekishes, y los hombres casados llevan sombreros de piel conocidos como shtreimel.
Una variación de estos es el spodik usado por los jasidim de Guer (Polonia). Algunos admorim utilizan el shtreimel y el bekishe negros durante la semana, y en Shabat llevan bekishes de diferentes colores, o con rayas de terciopelo negro que representan los tefilim (filacterias) de oración. Algunos grupos jasídicos de Jerusalén usan un bekishe blanco con pequeñas rayas verticales.
Los varones jasídicos normalmente no se rasuran la barba y se dejan crecer mechones largos de pelo a los lados de la cabeza delante de las orejas (en hebreo: peyéh, plural: peyot), que suelen arreglar como caireles, o también se dejan crecer una larga cola de caballo. El resto del cabello se lleva cortísimo. 
La vestimenta de las mujeres es modesta, de manera similar a la de cualquier denominación judía ortodoxa aunque, en algunos casos -como el del grupo Satmar- es más estricta. Las mujeres llevan siempre el cabello cubierto con pañuelos o modernamente a veces pelucas, porque tradicionalmente, una mujer judía ortodoxa jamás muestra su cabello a nadie, sino a su esposo, en la intimidad.

## Principales grupos: dinastías jasídicas
Este tipo de judaísmo se divide en varias dinastías jasídicas, dentro de las cuales se encuentran la de Breslev (Ucrania), seguidores del Rabino Najman de Breslav; Satmar (Rumanía); y la de Jabad Lubavitch (Bielorrusia), entre las más expandidas por el mundo entero. Antes de la II Guerra Mundial, el grupo más grande era el de Guer (Polonia), con alrededor de 250.000 miembros.

## Liturgia y costumbres relacionadas
La liturgia jasídica está basada, principalmente, en el rito asquenazí, con muchas modificaciones místicas basadas en la Cábala, provenientes del rito sefardí. A la liturgia jasídica se le denomina comúnmente Nusaj S'farad. Una variación de ésta —corregida por el Rabino Shneur Zalman de Liadi- es el Nusaj Ha-Ari, usada principalmente por el grupo Jabad Lubavitch, aunque no solo por ellos.
Los varones de los diferentes grupos jasídicos acostumbran sumergirse en un baño ritual llamado mikve todos los días, por la mañana, antes de las plegarias matutinas. En la mayoría de las sectas jasídicas, los varones acuden a la sinagoga el viernes por la noche después de la cena para participar en la sobremesa del rabino denominada Tisch. Ahí se distribuye comida, se cantan y bailan melodías tradicionales y se escucha una plática (drasháh) del rabino. Es común que la lengua principal hablada en casa sea el yiddish, y que la educación sea de un carácter predominantemente religioso.